# Generations (Journey)
Generations è il dodicesimo album in studio del gruppo rock statunitense Journey, pubblicato nel 2005.

## Tracce
1. Faith in the Heartland – 6:56 (Neal Schon, Jonathan Cain, Steve Augeri)
2. The Place in Your Heart – 4:20 (N. Schon, Cain)
3. A Better Life – 5:40 (N. Schon, Cain)
4. Every Generation – 5:52 (N. Schon, Cain)
5. Butterfly (She Flies Alone) – 5:56 (Augeri)
6. Believe – 5:41 (Augeri, Tommy De Rossi)
7. Knowing That You Love Me – 5:21 (Cain)
8. Out of Harms Way – 5:14 (N. Schon, Cain)
9. In Self-Defense – 3:10 (N. Schon, Cain, Steve Perry)
10. Better Together – 5:05 (N. Schon, Cain, Augeri)
11. Gone Crazy – 4:04 (N. Schon, Amber Schon, Cain, Kim Tribble)
12. Beyond the Clouds – 6:54 (N. Schon, Augeri)
13. Never Too Late (bonus track) – 4:59 (N. Schon, Cain, Jack Blades)

## Formazione
- Steve Augeri - voce (tracce 1,2,5-8,10,12), chitarra
- Neal Schon - chitarra, cori, voce (9)
- Jonathan Cain - tastiera, cori, voce (4)
- Ross Valory - basso, cori, voce (11)
- Deen Castronovo - batteria, percussioni, cori, voce (3)